# Miguel Devèze
 (septembre 2020).
Pour les articles homonymes, voir Devèze.
Miguel Devèze est un artiste peintre et sculpteur sur bois français né à Arles le 26 novembre 1909 et mort le 2 janvier 2000 à Bandol. Il vécut au no 5 de la rue Émile-Gilbert dans le 12e arrondissement de Paris, puis à Bandol.

## Biographie

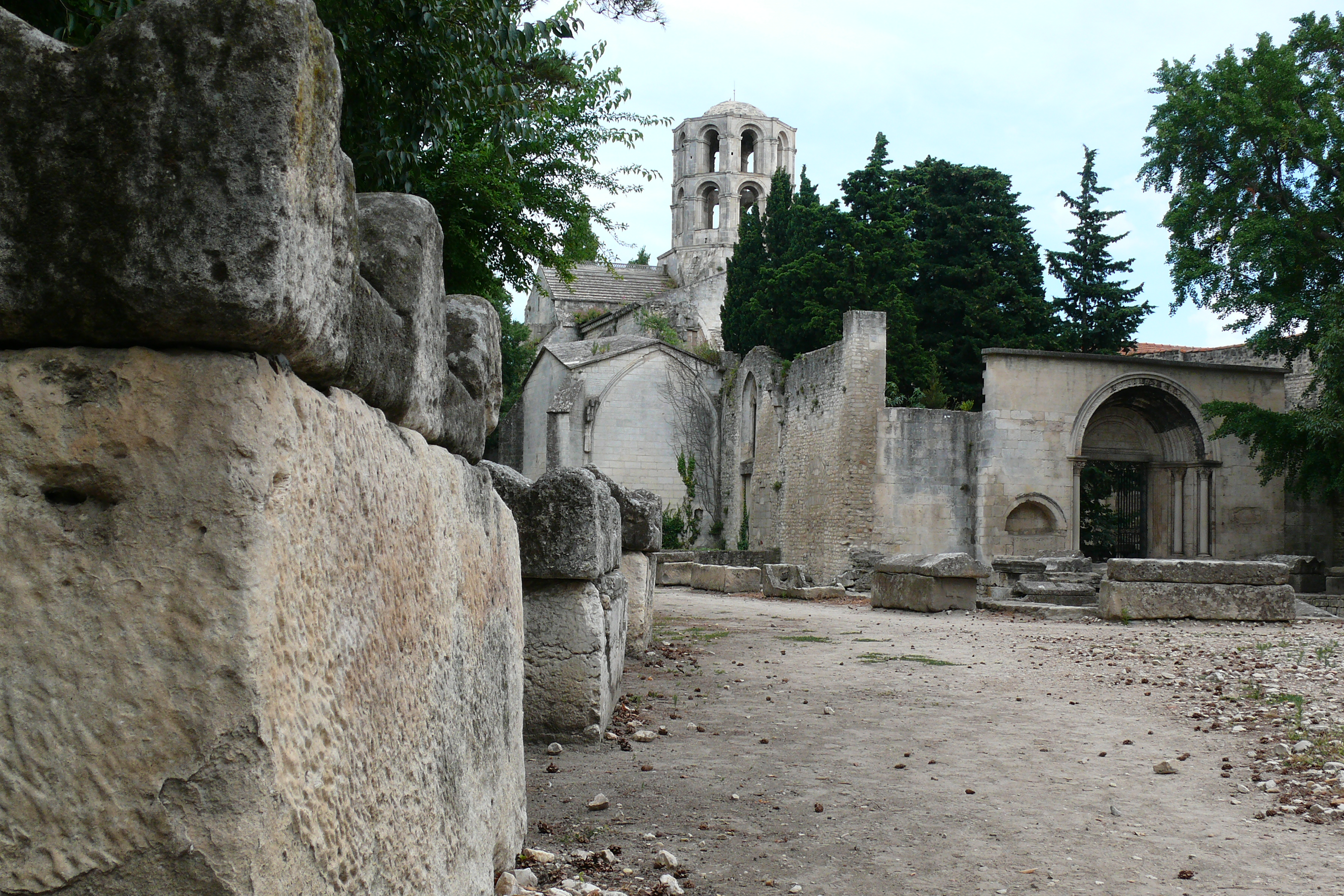
Arles, les Alyscamps

Artiste franco-catalan (ses ascendances familiales se situent à Tarragone), Miguel Devèze naît en 1909 dans une maison toute proche des Alyscamps à Arles.
Il évoque en des réminiscences de sa jeunesse les images qui inspireront les thèmes de son œuvre, se souvenant « de ses courses folles dans les garrigues – tout est enchantement, la taille des racines d'oliviers ou des pins maritimes, la cavalcade des gardians en Camargue, le pèlerinage des gitans aux Saintes-Maries-de-la-Mer, les robes chatoyantes des Arlésiennes, la liesse des corridas qu'il suivra avec enthousiasme aussi bien à Nîmes qu'en Arles » – participant lui-même aux jeux de cirque lors des lâchers de taureaux dans la rue.
Il est joueur de saxophone accompli sur la scène de jazz de Paris jusqu'à ce qu'une rencontre avec un tableau de Rubens au Louvre lui fasse découvrir sa véritable vocation. Il se tourne alors vers la peinture, avec des thèmes variés, tels que les trains à grande vitesse ou la tauromachie, mais sa préférence pour les récits colorés de la Bible tels que développés en Espagne et en Provence lui fait privilégier l'art sacré. Autodidacte, il adopte un style post-cubiste : « l'architecture classique de ses peintures aux aplats lisses est soulignée par des arabesques secondaires qui découpent la scène en un puzzle vivement teinté ».

## Œuvre

### Thèmes dans l'œuvre peint
- Paris.
- Bretagne.
- Arles.
- La Camargue.
- Espagne : (Cadix, Grenade, Madrid, Malaga, Torremolinos, Valence, Séville (Semaine Sainte), la danse (Carmen Amaya dansant le flamenco).
- Les Îles Canaries : (Santa Cruz de Tenerife, Las Palmas).
- Italie du sud, Sicile : (Brindisi, Syracuse, Palerme, Taormine.
- Grèce : Athènes.
- Norvège : Oslo, Bergen, Trondheim.
- Suède : Stockholm, Ostersund.
- Belgique : Bruges.
- Forage pétrolier.
- T.G.V. et missiles.
- Belles et bêtes.
- Courses de chevaux.
- Le Masque et la Plume.
- Le jazz (Hommage à Henri Poussigue).
- Le sport.
- Natures mortes.
- Êtres surnaturels et extra-terrestres.
- Les Écritures saintes.
- La Vierge et l'Enfant Jésus.
- La vie de Jésus.
- Les signes du Zodiaque.
- Compositions abstraites.

### Sculptures
- Sculptures sur bois (racines de pins maritimes, bois d'olivier) : Arbre tourmenté, Bizarreries d'une racine, La Samothrace, Le serpent d'airain.

### Publicité
- Affiche Martini.

## Expositions
- Expositions particulières non datées : Paris, Arles, Biarritz, Bandol[3].
- Salon des surindépendants à partir de 1946 (membre du comité en 1948, président à partir de 1966)[3].
- Arphila 1975, Grand Palais, Paris, juin 1975[4],[5],[6],[7].
- Vente de l'atelier Miguel Devèze, Hôtel Drouot, Paris, 24 novembre 1986[8].

## Réception critique
« Un tableau de Miguel Devèze, jaillissement de formes, de rythmes, de couleurs. Bonds, danses, envols inscrits dans l'espace : nous voilà soustraits à la fatalité de la pesanteur. Ces plans qui s'affrontent ont été choisis pour jouer le rôle assigné par une longue méditation : ces allusions à la réalité sont là, comme de magiques déclics qui orienteront l'imagination du spectateur, les couleurs feront le choc prévu pour l'enchanteresse hallucination. Nous comprenons alors l'origine de la singulière portée de cet art qui transmue le dynamisme des élans, des lumières en une longue extase mystique… Parmi les meilleurs conciliateurs entre l'abstraction et la réalité, je cite tout de suite l'effort intelligent de Miguel Devèze. Procédant par taches géométriques dont les rapports chromatiques sont très étudiés, cet artiste parvient vraiment à réaliser ce qu'ont tenté, sans succès, beaucoup d'autres : exprimer la beauté spécifique d'un paysage industriel. C'est ainsi que les charpentes d'un forage, d'un puits de pétrole et d'un cracking catalytique offrent sous son pinceau des effets saisissants et cependant harmonisés avec d'autres jeux colorés où Devèze se plaît à évoquer, de la même manière, une très émouvante petite église de campagne et une admirable Enfant à la mandoline »

— Jean des Vignes Rouges
.

« Il s'enflamme pour les courses de taureaux et les lachers de taureaux au cours des "encierras" auxquelles il participe. Fou de jazz, il traduira bientôt les syncopes du saxo-ténor en rythmes colorés. Au contact de la montagne Sainte-Victoire, sa peinture saura retenir la leçon de Paul Cézanne en s'éclatant en plans superposés. La construction structuraliste de ses œuvres suggère le mouvement dans la statique comme dans la dynamique. Peintre provençal, il peindra manades de taureaux et scènes de corrida. Il sera le témoin d'une vie provinciale encore traditionnelle. La même spontanéité imprégnera ses œuvres sur le flamenco. Peintre du Midi dont l'accent chantant résonne dans sa peinture, Miguel Devèze demeure un témoin de son temps. Il sait tout aussi nien représenter une tour de cracking catalytique, le T.G.V. fonçant dans la nuit que l'envol des flamands en Camargue. Peintre religieux, il ornera avec un sens tout médiéval du vitrail la nouvelle église de Saint-Pierre-de-Trinquetaille en Arles. Comme ses grands aînés du musée Réattu, auprès desquels il est exposé, Miguel Devèze a écrit une page attachante de la peinture régionale. »

— La Gazette de l'Hôtel Drouot

## Conservation
- Église Saint-Pierre-de-Trinquetaille, Arles : Saint Genest, peinture sur bois ; quatorze stations de chemin de Croix[10],[11].
- Musée Réattu, Arles : Arlésienne sortant de l'église Saint-Trophime, La cocarde, peintures.
- Musée de La Poste, Paris : Projets originaux du timbre-poste « Arphila 75 » (thème : illustration du rapport entre la philatélie et les arts), trois compositions abstraites, techniques mixtes gouache, crayon et encre[5],[6],[7],[12].

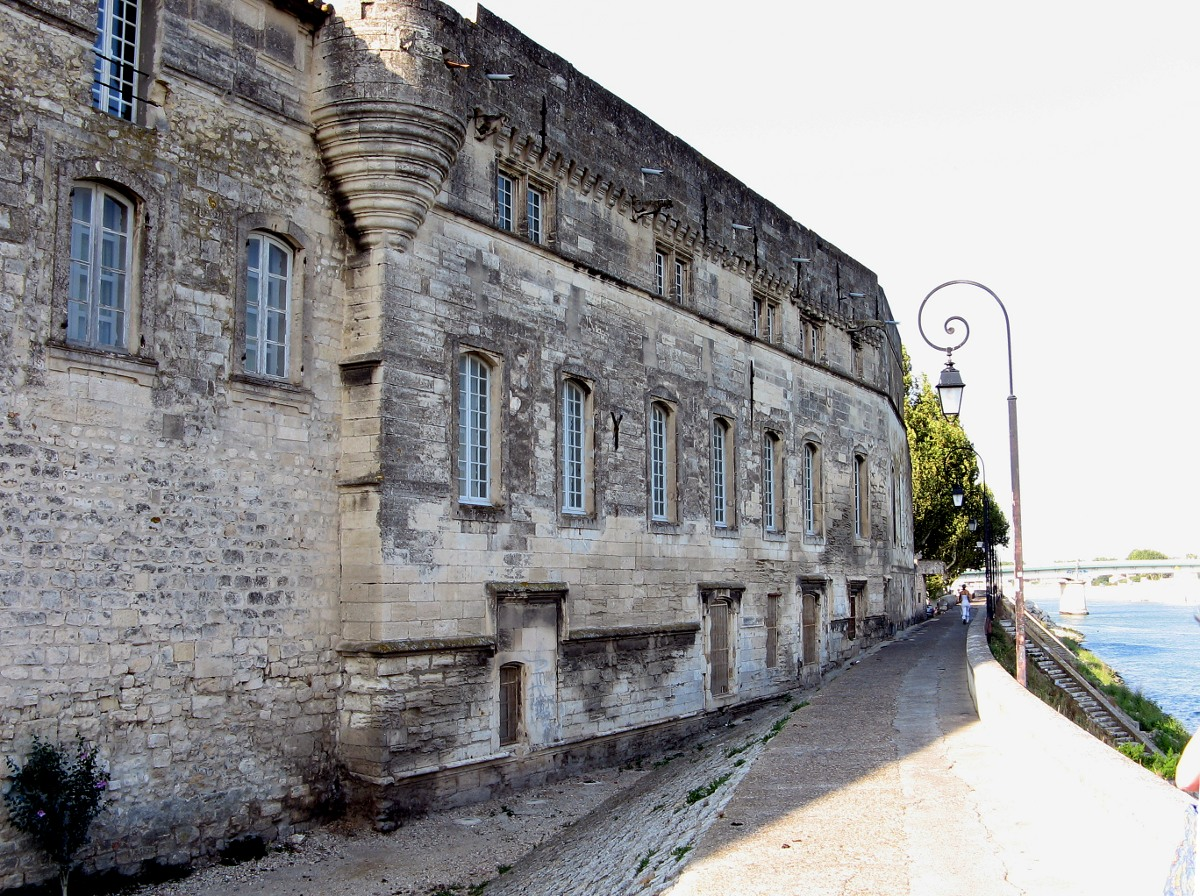
Musée Réattu d'Arles.
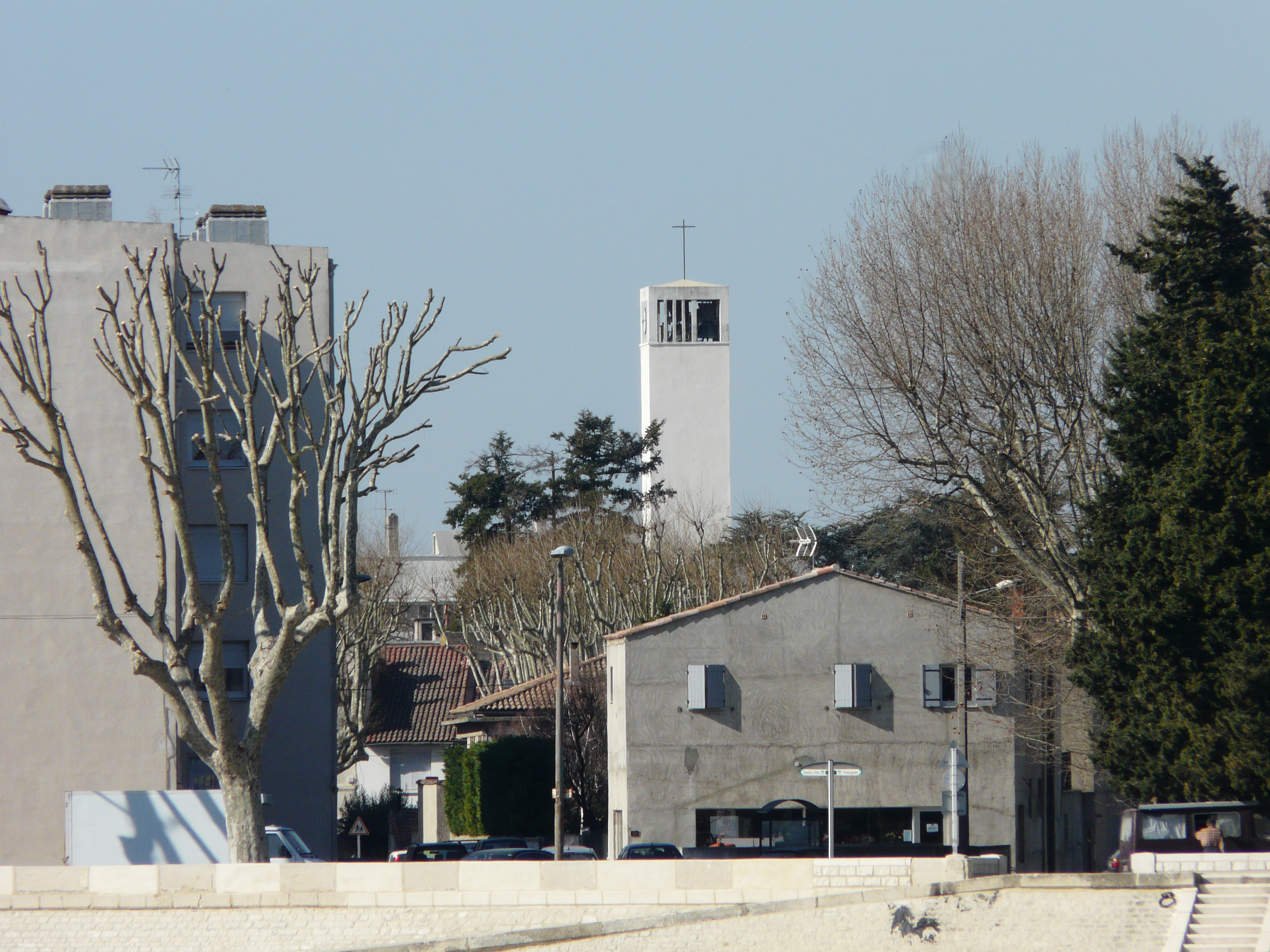
Église Saint-Pierre-de-Trinquetaille.